# Jenna Smith
Jenna Joy Smith (ur. w 25 lipca 1988 w Des Moines) – amerykańska koszykarka występująca na pozycji środkowej, obecnie zawodniczka Basket Landes.
W 2012 spędziła obóz przedsezonowy z Indiana Fever, a w 2016 z Tarbes Gespe Bigorre.
W sezonie 2016/2017 pełniła funkcję asystentki trenera zespołu akademickiego Indiana State.
16 lipca 2019 została zawodniczką Politechniki Gdańskiej.
25 lutego 2020 dołączyła do francuskiego Basket Landes.

## Osiągnięcia
Stan na 26 lutego 2020, na podstawie, o ile nie zaznaczono inaczej.
NCAA
- Wicemistrzyni turnieju konferencji Big 10 (2008)
- Uczestniczka rozgrywek Elite 8 turnieju NIT (2010)
- MVP turnieju FIU Thanksgiving Classic (2007)
- Zaliczona do:
  - I składu:
    - Big 10 (2008–2010)
    - najlepszych pierwszorocznych zawodniczek Big Ten (2007)
    - turnieju Big 10 (2008, 2009)

  - składu honorable mention:
    - NCAA All-American (2008 przez Associated Press, 2010 przez WBCA)
    - Big 10 (2007)

Drużynowe
- Mistrzyni Rumunii (2014)
- Wicemistrzyni:
  - Słowacji (2011)
  - Czech (2015)
- Finalistka pucharu:
  - Czech (2015)
  - Słowacji (2018)
  - Grecji (2019)

Indywidualne
(* – nagrody przyznane przez portal eurobasket.com)
- Najlepsza środkowa ligi*:
  - słowackiej (2011)
  - izraelskiej (2012)
- MVP kolejki ligi greckiej (15 – 2018/2019)
- Zaliczona do*:
  - I składu:
    - ligi:
      - słowackiej (2011)
      - izraelskiej (2012)

    - zawodniczek zagranicznych ligi:
      - słowackiej (2011, 2018)
      - izraelskiej (2012)
      - rumuńskiej (2014)
      - czeskiej (2015)

  - II składu ligi:
    - rumuńskiej (2014)
    - czeskiej (2015)

  - III składu ligi słowackiej (2018)
  - honorable mention ligi:
    - Eurocup (2011)
    - EEWBL (2018)
    - włoskiej (2016)